# Orgueil (Meteorit)
Koordinaten: 43° 53′ 0″ N, 1° 23′ 0″ O

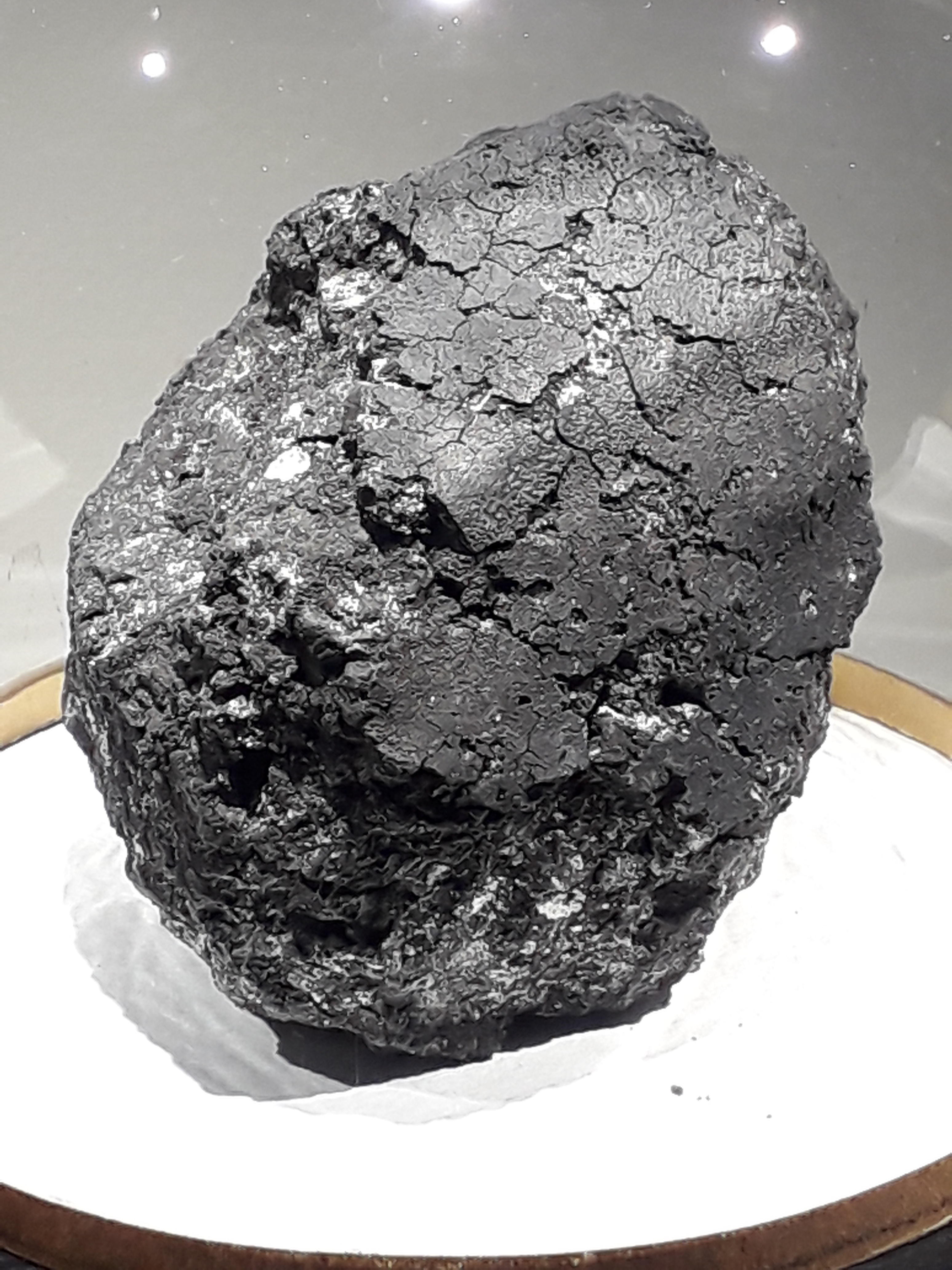
Bruchstück des Orgueil-Meteoriten auf der Ausstellung „Météorites“, 18. Oktober 2017 – 10. Juni 2018, Muséum national d’histoire naturelle (MNHN), Grande Galerie de l'Evolution, Paris

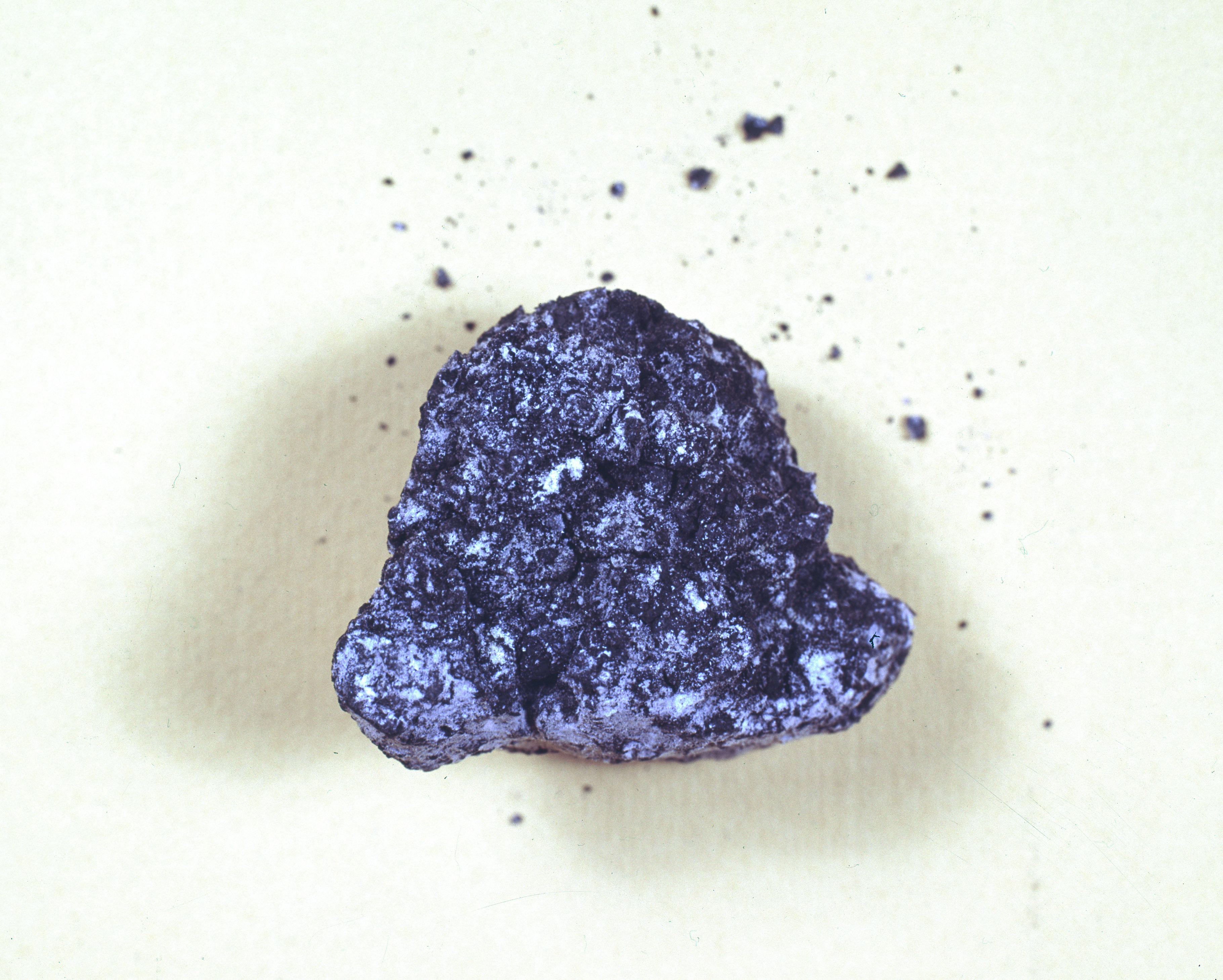
Bruchstück des Orgueil-Meteoriten im Musée de Minéralogie (Museum für Mineralogie) der École des Mines (Bergbauschule), Paris

Orgueil (Schreibvariante Orguell, auch Montauban genannt) ist ein Meteorit, der 1864 im Südwesten Frankreichs auf ein Feld in der Gemeinde Orgueil (Tarn-et-Garonne, Frankreich) südlich von Montauban niederging.
Sein Fall wurde von Tausenden von Menschen von Nordfrankreich bis Nordspanien verfolgt; über den Boliden, der mit einem lauten Knall explodierte, wurden damals zahlreiche Berichte in Zeitungen und akademischen Blättern veröffentlicht.
Er ist ein wissenschaftlich bedeutender kohliger Chondrit vom Typ CI1 mit einer Gesamtmasse von 14 kg.
Man nimmt an, dass er von einem Kometen der JFC-Familie stammt.
Orgueil ist der erste Meteorit, in dem extraterrestrische Aminosäuren gefunden wurden, was die Panspermie-Theorien stützen könnte. Die Untersuchungen ab 1972 ergaben allerdings ein völlig anderes Aminosäurespektrum als bei den Meteoriten Murchison und Murray, was darauf hindeutet, dass diese Meteoriten von einer anderen Art von Mutterkörper stammen.
Die Bruchstücke des Meteoriten werden heute an verschiedenen Orten aufbewahrt, darunter befinden sich neben dem Naturkundemuseum Victor Brun in Montauban einige der führenden Naturkundemuseen der Welt, so etwa das Natural History Museum in London, das American Museum of Natural History (AMNH) in New York und das Nationalmuseum für Naturgeschichte (Muséum national d’histoire naturelle, MNHN) in Paris. Letzteres bewahrt auch das größte Bruchstück auf mit einem Gewicht von über 10 kg.

## Beobachtung und Fund
Der Orgueil-Meteorit fiel am 14. Mai 1864, wenige Minuten nach 20:00 Uhr Ortszeit, in der Nähe von Orgueil in Südfrankreich.
Für den Eintrittspunkt des Meteoroiden in die Atmosphäre wurde eine Höhe von etwa 70 Kilometer bestimmt, wobei der Bolide bei seinem Eintritt eine helle Spur über eine Entfernung von 150 Kilometer in einem Winkel von 20° hinterließ. Seine Geschwindigkeit wurde auf 20 km/s geschätzt, eine typische Geschwindigkeit für einen Meteoroiden. Etwa 20 Teilstücke gingen auf einer Fläche von 5–10 Quadratkilometern nieder.

## Zusammensetzung und Klassifizierung

### Frühe Analysen
Ein Bruchstück des Meteoriten wurde im selben Jahr von François Stanislaus Clöez, Chemieprofessor am Musée d'Histoire Naturelle, analysiert, wobei er sich auf die in diesem Meteoriten gefundenen organischen Stoffe konzentrierte.
Er stellte fest, dass der Meteorit die chemischen Elemente Kohlenstoff, Wasserstoff und Sauerstoff enthielt und in seiner Zusammensetzung wegen seiner organischen Bestandteile dem Torf aus dem Somme-Tal oder der Braunkohle bei Kassel sehr ähnlich war.
Es folgte eine intensive wissenschaftliche Diskussion bis in die 1870er Jahre über die Frage, ob die organische Substanz einen biologischen Ursprung haben könnte.

### Klassifizierung
Orgueil ist einer von sieben bis neun bekannten Meteoriten aus der sehr seltenen Gruppe der CI-Chondrite und ist mit seinen 14 kg Gesamtmasse der größte dieser Art (Stand Juli 2021). Diese Gruppe zeichnet sich durch eine Zusammensetzung aus, die im Wesentlichen mit der der schwereren Elemente in der Sonne identisch ist, d. h. ohne die gasförmigen Elemente wie Wasserstoff oder Helium.
Bemerkenswert ist aber, dass der Orgueil-Meteorit hochgradig mit (flüchtigem) Quecksilber angereichert ist, das in der solaren Photosphäre nicht nachweisbar ist („Quecksilber-Paradoxon“, englisch mercury paradox).

### Detaillierte Analysen
Aufgrund seiner außerordentlich primitiven Zusammensetzung und seiner relativ großen Masse ist Orgueil einer der am besten untersuchten Meteoriten. Eine bemerkenswerte Entdeckung war eine hohe Konzentration von isotopisch anomalem Xenon 132 (132Xe, genannt „Xenon-HL“). Der Träger dieses Gases ist extrem feinkörniger Diamantstaub, der älter ist als das Sonnensystem selbst, so genanntes präsolares Mineral. Eine Analyse der Isotopenzusammensetzung der mikroskopisch kleinen Körner des Orgueil-Meteoriten zeigt einen Überschuss des Isotops Chrom 54 (54Cr), was (ebenfalls) auf ihre präsolare Herkunft hindeutet. D. h. sie entstanden bei der Explosion einer nahen Supernova kurz vor der Geburt der Sonne. Diese Supernova könnte eine derjenigen gewesen sein, deren Schockwelle zur Kondensation des präsolaren Nebels und damit zur Geburt der Sonne beigetragen hat.

## Irrtümer und Fälschungen

### „Organisierte Elemente“
1962 gaben Nagy et al. die Entdeckung von „organisierten Elementen“ (en. organised elements) bekannt, die in den Orgueil-Meteoriten eingebettet waren und bei denen es sich angeblich um biologische Strukturen außerirdischen Ursprungs handelte.
Später stellte sich heraus, dass es sich bei diesen Elementen entweder um Kontamination von Pollen (u. a. von Kreuzkraut) und Pilzsporen, oder um Kristalle des Minerals Olivin handelte (Fitch & Anders, 1963).

### Ein Schwindel
1965 wurde in einem Fragment des Orgueil-Meteoriten, das seit seiner Entdeckung in einem versiegelten Glasgefäß in Montauban aufbewahrt wurde, eine Samenkapsel gefunden, die in das Fragment eingebettet war, während die ursprüngliche glasartige Schicht auf der Außenseite scheinbar ungestört war.
Nach großer anfänglicher Aufregung stellte sich heraus, dass die Samenkapsel von einer europäischen Binsenart stammte, die in das Fragment eingeklebt und mit Kohlenstaub getarnt war. Die äußere „Schmelzschicht“ war in Wirklichkeit Klebstoff. Der Täter ist nicht bekannt, aber es wird vermutet, dass der Schwindel die Debatte des 19. Jahrhunderts über die Spontanzeugung beeinflussen sollte, indem er die Umwandlung von anorganischer in biologische Materie demonstrierte.

### Angebliche Fossilien
Richard B. Hoover von der NASA hat behauptet, dass der Orgueil-Meteorit Fossilien enthält, von denen einige bekannten irdischen Arten ähneln.
Hoover hat zuvor auch die Existenz von Fossilien im Murchison-Meteoriten behauptet. Die NASA hat sich jedoch offiziell von Hoovers Behauptungen angesichts fehlender Expertengutachten (Peer-Reviews) distanziert.